# Wilhelm Maurer (Richter)
Wilhelm Ludwig Ferdinand Maurer (* 14. September 1798 in Pirmasens; † 14. Juli 1876 in Darmstadt) war ein deutscher Gutsbesitzer und Abgeordneter der Zweiten Kammer der Landstände des Großherzogtums Hessen.

## Familie
Wilhelm Maurer war der Sohn des Kirchenschaffnereiverwalters und Amtsschaffners Johann Ludwig Maurer (1741–1803) und dessen Ehefrau Katharina Sophie Friederike, geborene Lange (1756–1841). Maurer, evangelisch, heiratete am 15. November 1824 in Darmstadt Marie Wilhelmine geborene Siebert.

## Karriere
Maurer studierte Rechtswissenschaften, wurde Regierungssekretariatsakzessist der Regierung des Großherzogtums Hessen in Darmstadt und dort 1822 Regierungssekretär. Von 1825 bis 1832 war er Landrat des Landratsbezirks Heppenheim und von 1832 bis 1848 Kreisrat des Kreises Offenbach. 1848 wurde er Ministerialrat im Ministerium des Inneren. 1849 wurde er zum Landtagskommissar für den 12. Landtag, 1850 für den 13. Landtag und 1851 für den 14. Landtag ernannt.
Ab 1853 war er Direktor des Administrativ-Justiz und Lehnhofes (Verwaltungsgericht). 1875 bis 1876 war er Präsident des Verwaltungsgerichtshofs Darmstadt.

## Politik
Von 1849 bis 1850 gehörte er der Zweiten Kammer der Landstände an. Er wurde für den Wahlbezirk Starkenburg 5/Heppenheim gewählt.